# Titre bonus
 (juillet 2025).
Si vous disposez d'ouvrages ou d'articles de référence ou si vous connaissez des sites web de qualité traitant du thème abordé ici, merci de compléter l'article en donnant les références utiles à sa vérifiabilité et en les liant à la section « Notes et références ».
Pour les articles homonymes, voir Bonus.
Un titre bonus (bonus track en anglais), est un morceau de musique ajouté lors d'une édition spécifique ou d'une réédition d'un album.
On rencontre le plus souvent ces titres sur des articles promotionnels, soit pour inciter le consommateur à acheter un album qu'il n'aurait pas acheté sinon, ou pour racheter des albums qu'il a déjà,. Par opposition avec le morceau caché, les titres bonus sont affichés sur la liste de lecture de l'album.
De nombreuses sorties internationales — plus souvent les sorties japonaises des albums européens ou américains par exemple, mais pas seulement — contiennent quelques titres bonus. Il s'agit souvent de face B tirés de singles ; puisque l'industrie musicale en Amérique et Europe est plus active qu'autre part, un nombre plus important de singles sont édités et par conséquent les faces B sont édités en tant que chanson bonus qui n'échappent pas au marché étranger. Les remix ou prises alternatives d'une chanson (ou version dans une langue différente, par exemple la langue parlée dans le pays où est distribuée l'édition comportant le bonus) sont souvent incluses comme titres bonus. 
Certains morceaux bonus sont maintenant ajouté en streaming et non présent des les formats physiques des albums. 